# ZooBank
ZooBank – otwarcie dostępna internetowa baza danych będąca internetową wersją Oficjalnego Rejestru Nomenklatury Zoologicznej (Official Register of Zoological Nomenclature). Jej utworzenie zostało zaproponowane w 2005 roku przez członków Sekretariatu Wykonawczego Międzynarodowej Komisji Nomenklatury Zoologicznej. Początkowo celem ZooBanku było zgromadzenie w bazie danych podstawowych informacji o nazwach wszystkich gatunków zwierząt, później rozszerzono go również na „czynności nomenklatoryczne” (tj. kreacje nowych nazw oraz decyzje wpływające na stosowanie nazw już utworzonych), publikacje, autorów oraz okazy typowe. ZooBank jest współtworzony przez Międzynarodową Komisję Nomenklatury Zoologicznej i organizację Zoological Record, zajmującą się indeksowaniem artykułów naukowych. Pracownicy Zoological Record podczas standardowych prac z publikacjami uzupełniają również bazę danych ZooBanku. ZooBank został oficjalnie uruchomiony 1 stycznia 2008 roku – zawierał wówczas wpisy o pięciu gatunkach ryb nazwanych tego samego dnia oraz o 4819 nazwach ustanowionych w 1758 roku przez Karola Linneusza w dziesiątym wydaniu Systema Naturae. Każdemu wpisowi w bazie danych przyporządkowany jest globalnie unikatowy identyfikator LSID. W 2012 roku przegłosowano poprawki do kilku artykułów Międzynarodowego Kodeksu Nomenklatury Zoologicznej: zgodnie z nimi publikacje internetowe są uznawane za oficjalnie opublikowane – w przeciwieństwie do wydań wcześniejszych – po spełnieniu kilku wymogów, jednym z których jest zarejestrowanie tych publikacji (ale już niekoniecznie kreowanych w nich nazw taksonów) w ZooBanku, co ma nie być obowiązkowe w przypadku prac publikowanych w tradycyjny sposób.